# David Vogan
David Alexander Vogan, Jr. (Mercer, Pensilvânia, 8 de setembro de 1954) é um matemático estadunidense, professor do Instituto de Tecnologia de Massachusetts (MIT), que trabalha com representações unitárias de grupos simples de Lie.
Obteve um Ph.D. no MIT em 1976, orientado por Bertram Kostant. É um dos participantes do Atlas of Lie groups and representations.
Foi eleito membro da Academia de Artes e Ciências dos Estados Unidos em 1996. Em 2012 tornou-se fellow da American Mathematical Society (AMS). Foi presidente da AMS in 2013–2014. Foi eleito para a Academia Nacional de Ciências dos Estados Unidos em 2013.

## Publicações
- Representations of real reductive Lie groups. Birkhäuser, 1981[6]
- Unitary representations of reductive Lie groups. Princeton University Press, 1987 ISBN 0-691-08482-3[7]
- com Paul Sally (Ed.): Representation theory and harmonic analysis on semisimple Lie groups. American Mathematical Society, 1989
- com Jeffrey Adams & Dan Barbasch (Ed.): The Langlands Classification and Irreducible Characters for Real Reductive Groups. Birkhäuser, 1992
- com Anthony W. Knapp: Cohomological Induction and Unitary Representations. Princeton University Press, 1995 ISBN 0-691-03756-6
- com Joseph Wolf & Juan Tirao (ed.): Geometry and representation theory of real and p-adic groups. Birkhäuser, 1998
- com Jeffrey Adams (ed.): Representation theory of Lie groups. American Mathematical Society, 2000
- The Character Table for E8. In: Notices of the AMS. Nr. 9, 2007 (PDF)